# Манойлешты
Манойлешты (рум. Mănoileşti, Мэноилешть) — село в Унгенском районе Молдавии. Является административным центром коммуны Манойлешты, включающей также сёла Новая Николаевка, Резина и Вульпешты.

## История
16 февраля 1976 года к селу Манойлешты было присоединено село Вульпешты. В 1990 году село Вулпешты восстановлено.

## География
Село расположено на высоте 93 метров над уровнем моря.

## Население
По данным переписи населения 2004 года, в селе Мэноилешть проживает 904 человека (452 мужчины, 452 женщины).
Этнический состав села:
| Национальность | Число жителей | Процентный состав |
| -------------- | ------------- | ----------------- |
| молдаване      | 895           | 99.0              |
| русские        | 4             | 0.44              |
| украинцы       | 2             | 0.22              |
| румыны         | 2             | 0.22              |
| прочие         | 1             | 0.11              |
| Всего          | 904           | 100%              |

## Известные уроженцы
- Войшин-Мурдас-Жилинский, Леонид Паулинович (1861—1924) — российский военный деятель, генерал-лейтенант.